# Christian Tissier
Christian Tissier (nacido en 1951 en París, Francia) es uno de los maestros europeos de aikido más conocidos. 

## Biografía
Empezó a practicar aikido de niño en 1962, y entrenó con Mutsuro Nakazono en París hasta que se fue a Tokio en 1969. Practicó en el Aikikai Hombu Dojo, y entrenó durante 7 años. 
Entre los sensei que le han inspirado están Seigo Yamaguchi, Kisaburo Osawa y el segundo doshu Kisshomaru Ueshiba.
Recibió el 7º dan en 1998 y el 8º en 2016.
Christian Tissier tiene el 8.º dan, lo recibió el 9 de enero de 2016 de manos de Moriteru Ueshiba. 
Es la única persona no japonesa en tener esta distinción, y tan solo dos personas más la tienen ( Miyamoto Tsuruzo y Kimura Jiro).